# Bordunzither

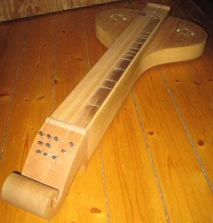
Hummel aus Schweden

Als Bordunzithern bezeichnet man Bauformen der Zither, die über wenige (oft nur eine) Melodiesaiten verfügen, während die weiteren Saiten nur zur Untermalung mit angeschlagen werden, um einen Halteton, einen Bordun, hervorzubringen. Die Anzahl der Saiten, die Art der Saiten, die Form des Korpus, die Mechanik, die Stimmung und sonstige bauliche Charakteristika variieren zwischen verschiedenen Kulturräumen und Epochen, sowie auch innerhalb dieser.

## Geschichte
Die früheste belegte Form der Bordunzither ist das Scheitholt (auch Scheitholz), das 1619 von Michael Praetorius in Syntagma Musicum erwähnt wird und dabei – als „LumpenInstrumentum“ bezeichnet – schlecht abschneidet. Das Scheitholt besteht aus einem länglichen Korpus in Form eines Quaders, an dessen Kopfende sich ein einfaches Wirbelbrett befindet, ähnlich wie man es an Gitarren und anderen Zupfinstrumenten verwendet. Es ist mit drei oder vier Messingsaiten bespannt. Ein Griffbrett im üblichen Sinn ist nicht vorhanden, die Bünde sind durch direkt in die Decke eingeschlagene Nägel geschaffen.

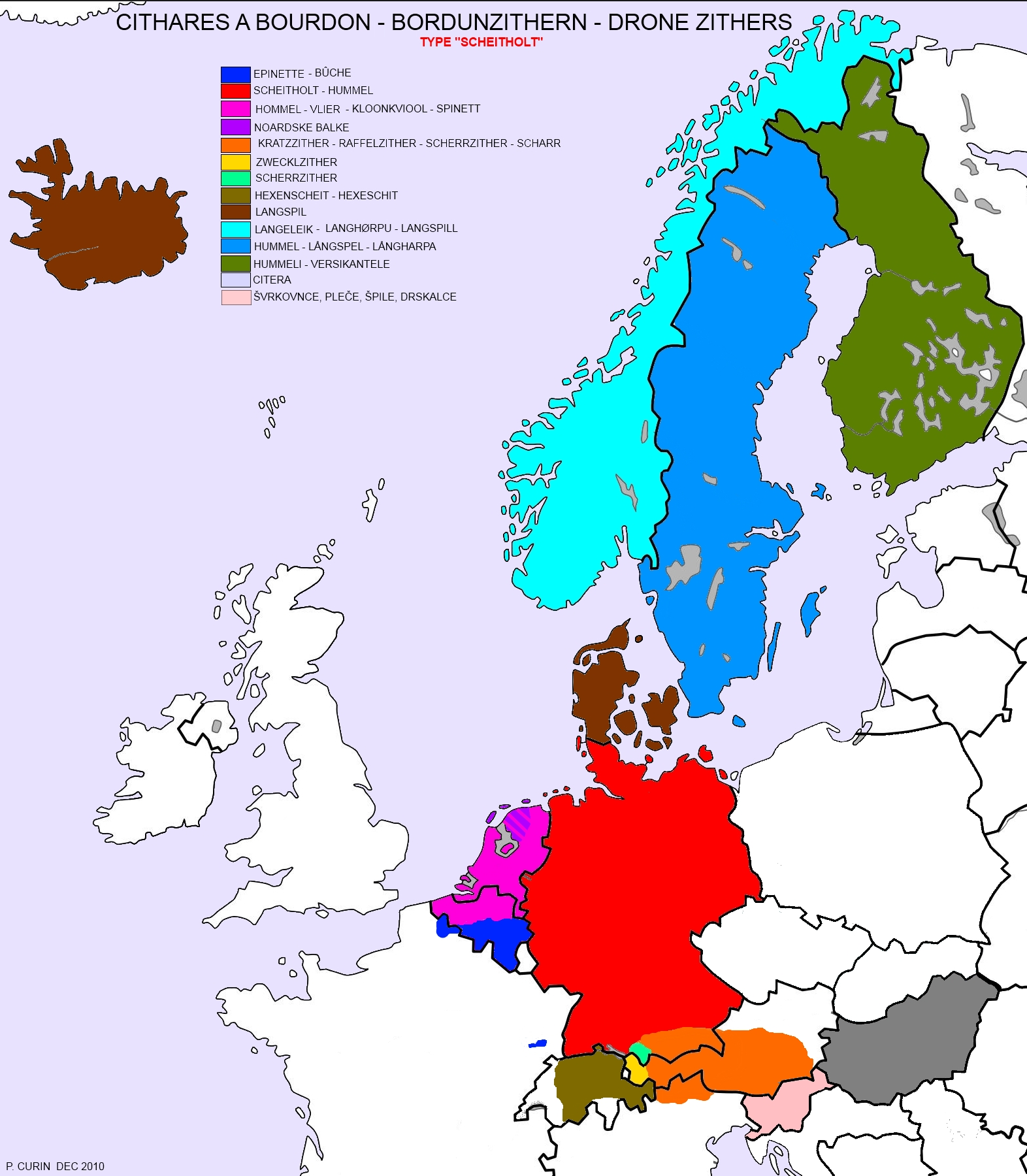
Bordunzithern in Europa

In Deutschland waren Varianten des Scheitholt mit ein bis zwei Melodiesaiten und mehreren Bordunsaiten weit verbreitet. In Nord- und Mitteldeutschland wurden sie als Hummel, in Süddeutschland als Scherrzither oder Raffele und in der Schweiz als Hexenscheit bezeichnet.
In Frankreich entwickelte sich bald das épinette des Vosges, das über keine klar definierte Form oder Bespannung verfügt und höchst unterschiedliche Formen aufweist. Eine ungarische Form der Bordunzither (dort „Pferdeköpfige Citera“ genannt) zeichnet sich durch mehrere abgestufte Wirbelköpfe aus, auf denen teils bis zu 20 Bordune angebracht sind. In Island ist das Instrument als Langspil und in Norwegen als Langeleik bekannt.
Am bekanntesten jedoch ist vermutlich die US-amerikanische Form des Mountain Dulcimer oder Appalachian Dulcimer (nicht zu verwechseln mit dem Hammered - Dulcimer oder dem Bowed - Dulcimer), die sich aus den Bordunzithern der europäischen Einwanderer aus England und Irland entwickelte und in der amerikanischen Volksmusik bis heute ihren Platz hat.